# Dedačov, Humenné
Dedačov este o comună slovacă, aflată în districtul Humenné din regiunea Prešov. Localitatea se află la altitudinea de 209 m deasupra n.m., se întinde pe o suprafață de 5,75 km2 și în 2017 număra 164 de locuitori.

## Istoric
Localitatea Dedačov este atestată documentar din 1543.

## Demografie
| An:                | 1994 | 2004   | 2014   | 2024   |
| ------------------ | ---- | ------ | ------ | ------ |
| Număr de persoane: | 159  | 174    | 171    | 156    |
| Diferență:         |      | +9,43% | −1,72% | −8,77% |

| An:                | 2023 | 2024 |
| ------------------ | ---- | ---- |
| Număr de persoane: | 156  | 156  |
| Diferență:         |      | +0%  |